# Íllimo
Íllimo (en mochica colonial: Yllimo) es una localidad peruana capital del distrito homónimo ubicado en la provincia de Lambayeque en el departamento de Lambayeque. Se encuentra a una altitud de 53 m s. n. m. Tenía una población de 3243 habitantes en 1993.

## Clima
| Parámetros climáticos promedio de Illimo | Parámetros climáticos promedio de Illimo | Parámetros climáticos promedio de Illimo | Parámetros climáticos promedio de Illimo | Parámetros climáticos promedio de Illimo | Parámetros climáticos promedio de Illimo | Parámetros climáticos promedio de Illimo | Parámetros climáticos promedio de Illimo | Parámetros climáticos promedio de Illimo | Parámetros climáticos promedio de Illimo | Parámetros climáticos promedio de Illimo | Parámetros climáticos promedio de Illimo | Parámetros climáticos promedio de Illimo | Parámetros climáticos promedio de Illimo |
| Mes                                      | Ene.                                     | Feb.                                     | Mar.                                     | Abr.                                     | May.                                     | Jun.                                     | Jul.                                     | Ago.                                     | Sep.                                     | Oct.                                     | Nov.                                     | Dic.                                     | Anual                                    |
| ---------------------------------------- | ---------------------------------------- | ---------------------------------------- | ---------------------------------------- | ---------------------------------------- | ---------------------------------------- | ---------------------------------------- | ---------------------------------------- | ---------------------------------------- | ---------------------------------------- | ---------------------------------------- | ---------------------------------------- | ---------------------------------------- | ---------------------------------------- |
| Temp. máx. media (°C)                    | 30.6                                     | 31.5                                     | 31.6                                     | 30.3                                     | 28.2                                     | 26.1                                     | 25.1                                     | 24.8                                     | 24.7                                     | 25.9                                     | 27                                       | 30.1                                     | 28                                       |
| Temp. media (°C)                         | 25.4                                     | 26.1                                     | 26.1                                     | 25                                       | 23.3                                     | 21.4                                     | 20.4                                     | 20.1                                     | 20.3                                     | 21                                       | 21.8                                     | 24.1                                     | 22.9                                     |
| Temp. mín. media (°C)                    | 20.2                                     | 20.8                                     | 20.7                                     | 19.7                                     | 18.5                                     | 16.8                                     | 15.8                                     | 15.4                                     | 15.9                                     | 16.1                                     | 16.7                                     | 18.1                                     | 17.9                                     |
| Fuente: climate-data.org                 |                                          |                                          |                                          |                                          |                                          |                                          |                                          |                                          |                                          |                                          |                                          |                                          |                                          |